# Särna
Särna är en tätort i Älvdalens kommun i nordvästra Dalarna, vid Österdalälven, 70 km från norska gränsen. Orten hade 655 invånare år 2023. Orten genomkorsas av riksväg 70 samt länsväg 311 (Sälen–Tännäs)
Huvudnäringen är turism.

## Historia
Särna tillhörde tidigare Norge men besattes 1644 av 200 bönder från Mora och Älvdalen ledda av Daniel Buskovius, varvid orten blev svensk. Förvärvet bekräftades officiellt först genom 1751 års gränsreglering.
Särna hade järnvägsanslutning genom Limedsforsen-Särna Järnväg 1928–1972.

### Befolkningsutveckling
| Befolkningsutvecklingen i Särna 1960–2023 | Befolkningsutvecklingen i Särna 1960–2023 | Befolkningsutvecklingen i Särna 1960–2023 | Befolkningsutvecklingen i Särna 1960–2023 | Befolkningsutvecklingen i Särna 1960–2023 |
| ----------------------------------------- | ----------------------------------------- | ----------------------------------------- | ----------------------------------------- | ----------------------------------------- |
|                                           |                                           |                                           |                                           |                                           |
| År                                        |                                           |                                           | Folkmängd                                 | Areal (ha)                                |
| 1960                                      | 1960                                      |                                           | 1 275                                     |                                           |
| 1965                                      | 1965                                      |                                           | 1 138                                     |                                           |
| 1970                                      | 1970                                      |                                           | 1 143                                     |                                           |
| 1975                                      | 1975                                      |                                           | 1 052                                     |                                           |
| 1980                                      | 1980                                      |                                           | 1 070                                     |                                           |
| 1990                                      | 1990                                      |                                           | 962                                       | 356                                       |
| 1995                                      | 1995                                      |                                           | 938                                       | 366                                       |
| 2000                                      | 2000                                      |                                           | 824                                       | 366                                       |
| 2005                                      | 2005                                      |                                           | 768                                       | 366                                       |
| 2010                                      | 2010                                      |                                           | 719                                       | 364                                       |
| 2015                                      | 2015                                      |                                           | 675                                       | 317                                       |
| 2020                                      | 2020                                      |                                           | 655                                       | 318                                       |
| 2023                                      | 2023                                      |                                           | 684                                       | 317                                       |
|                                           |                                           |                                           |                                           |                                           |

## Evenemang
Vecka 29 varje sommar anordnas Festveckan i Särna, med marknad, tivoli, olika bygdedagar samt Särna Watercross (snöskotertävling på Särnasjöns vatten). 
Under sommaren anordnas också välbesökta danser på parken Sågudden.

## Näringsliv
I Särna finns en Coop-butik. Den drevs länge av en lokal konsumentförening, Konsum Norra Dalarna. Den 1 november 2015 uppgick Konsum Norra Dalarna i Coop Mitt. Vid övertagandet hade föreningen butiker i Älvdalen, Särna och Idre.
Kopparbergs enskilda bank öppnade ett avdelningskontor i Särna mot slutet av år 1903. Den 1 april 1906 öppnade även Kopparbergs läns sparbank ett kontor i Särna. Länssparbanken Dalarna lade ner i Särna år 1977. Kopparbergs enskilda bank köptes senare av Göteborgs bank. Götabanken fanns kvar i Särna in på 1980-talet och det var under en period bankens nordligaste kontor. Båda bankkontoren har senare lagts ner.

## Galleri

Vapen.
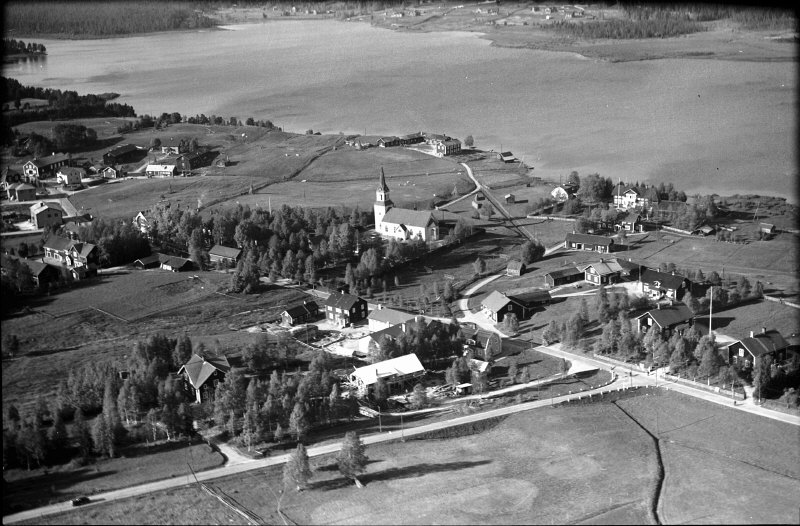
Särna, 1936.
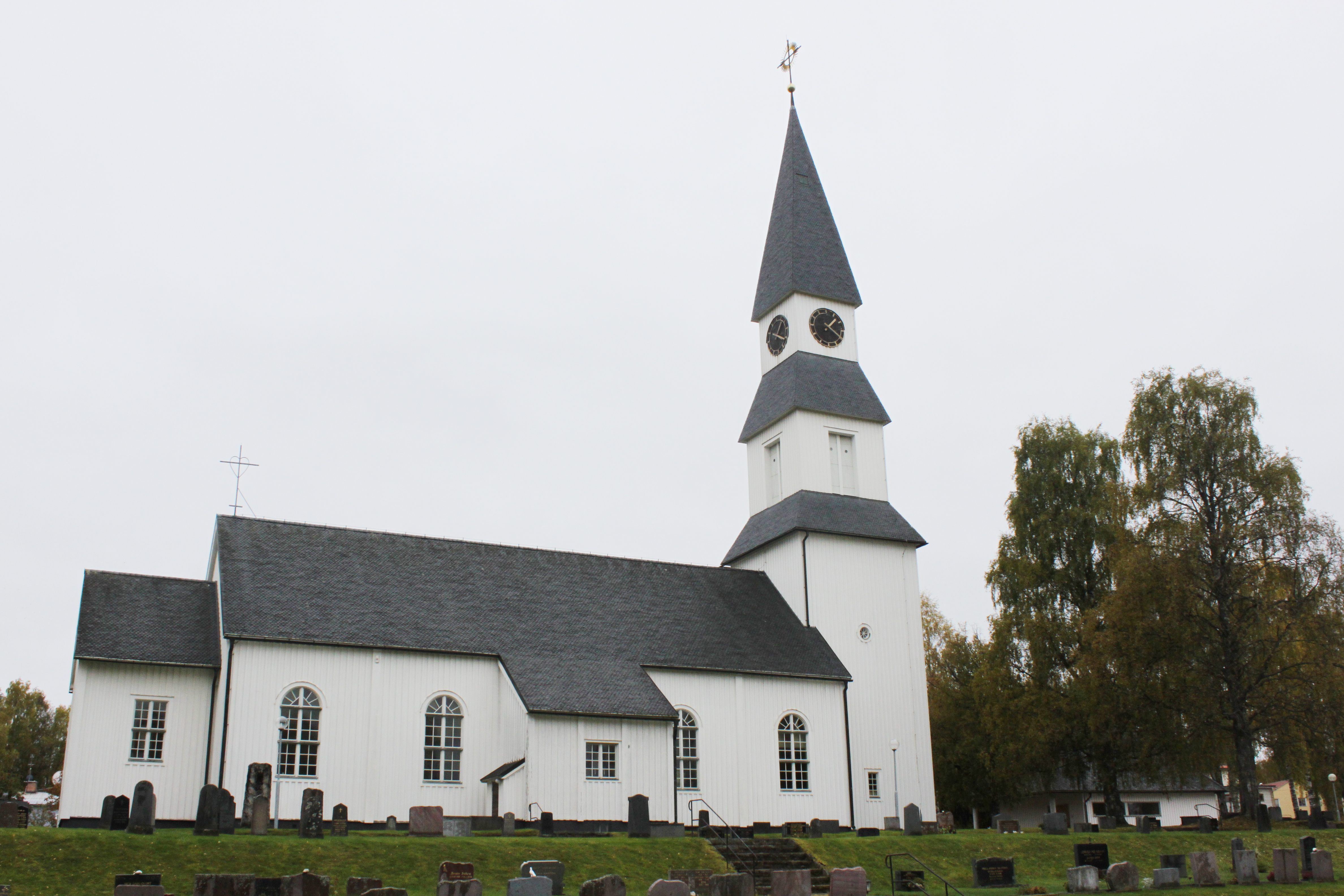
Nya kyrka, 2012.
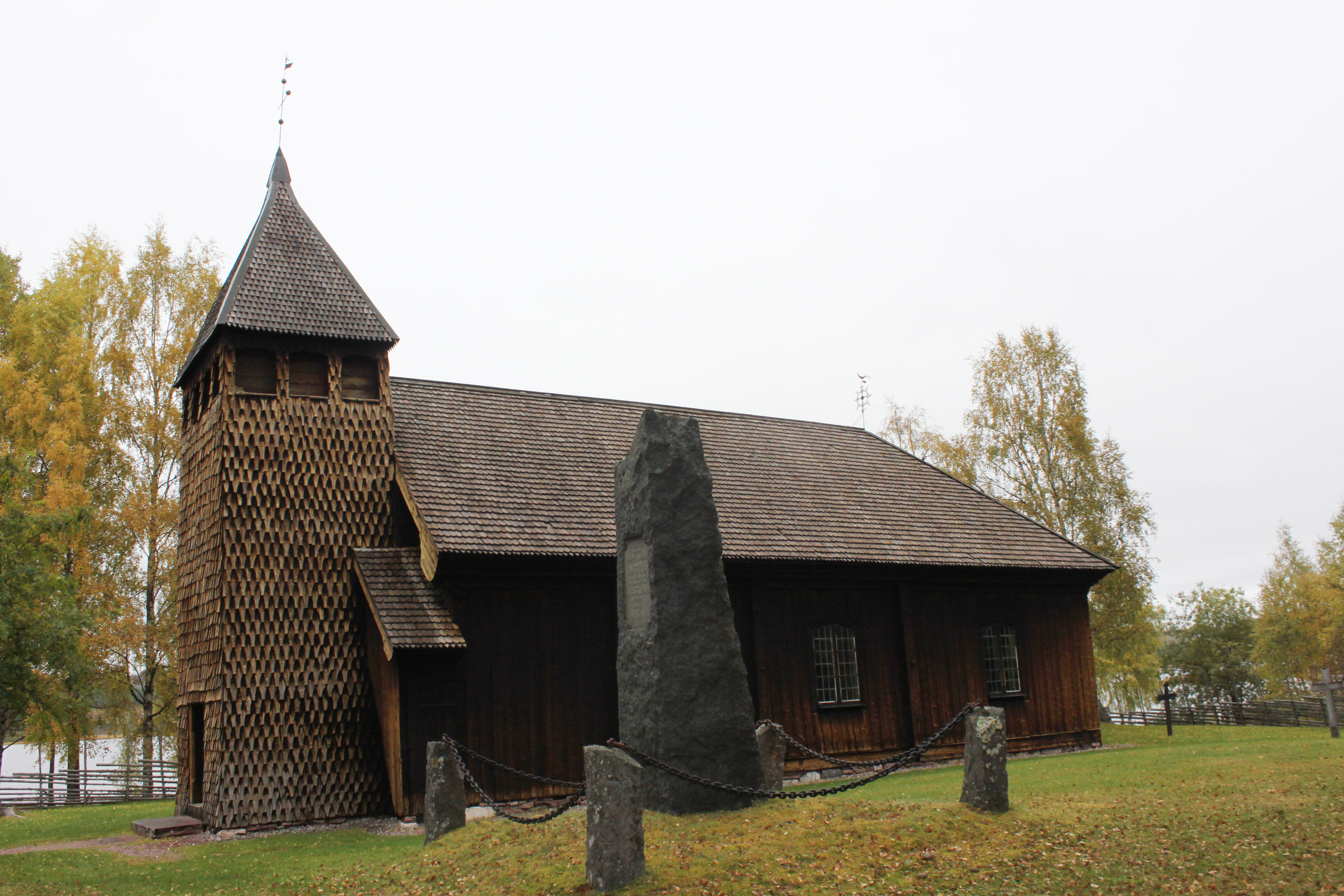
Gammelkyrka, 2012.